# Marit Dopheide
Marit Dopheide (ur. 28 grudnia 1990) – holenderska lekkoatletka specjalizująca się w biegach sprinterskich.
Podczas mistrzostw Europy juniorów w Hengelo (2007) była członkinią holenderskiej sztafety 4 x 400 metrów, która uplasowała się na ósmej lokacie. W 2011 na młodzieżowych mistrzostwach Europy zdobyła brązowy medal w biegu na 200 metrów oraz bez powodzenia rywalizowała w biegu na 400 metrów. Medalistka mistrzostw Holandii i reprezentantka kraju w drużynowych mistrzostwach Europy. 

## Rekordy życiowe
- bieg na 200 metrów – 23,32 (16 lipca 2011, Ostrawa)
- bieg na 400 metrów – 53,03 (17 maja 2014, Hoorn)
- bieg na 400 metrów (hala) – 53,61 (26 lutego 2012, Apeldoorn)